# جامعة غرداية
جامعة غرداية (بالإنجليزية: University of Ghardaia)‏ تقع بولاية غرداية. كانت تعرف سابقاً مركز جامعي، وقد تحولت إلى جامعة بموجب قرار وزاري سنة 2012.
تحتوي جامعة على عدة كليات أهمها كلية الجيولوجيا وعلوم الأرض وكلية البيولوجيا والاعلام الآلي والحقوق والعلوم الإنسانية والعلوم الإسلامية وعلوم وتكنولوجيا.
تنقسم جامعة غرداية إلى جامعة قديمة وجامعة جديدة. بلغ مجموع طلبة الجامعة أثناء سنة 2013 حوالي 10 آلاف طالباً.في سنة 2019 بلغ عدد الطلاب والطالبات 14000

## تاريخ جامعة غرداية
أنشأت ملحقة جامعة الجزائر بغرداية بموجب القرار الوزاري المشترك المؤرخ في: 08 رجب 1425 الموافق لـ 24 أوت 2004.
بموجب المرسوم التنفيذي رقم 05-302 المؤرخ في 16 أوت 2005 أنشـئ المركـز الجـامعي بغـرداية، مع انضمام ملحقة المعهد الوطني للتجارة بمتليلي إلى المركز.
ترقية المركز الجامعي إلى مصاف الجامعة، وذلك بموجب المرسوم التنفيذي رقم 12-248 المؤرخ في 04 يونيو 2012.